# NGC 3962
NGC 3962 (również PGC 37366 lub UGCA 253) – galaktyka eliptyczna (E1), znajdująca się w gwiazdozbiorze Pucharu. Odkrył ją William Herschel 8 lutego 1785 roku. Jest to galaktyka z aktywnym jądrem typu LINER.